# Hydra (album Toto)
Hydra – drugi album studyjny amerykańskiej grupy Toto, wydany w 1979 roku. Pomimo komercyjnego sukcesu, Hydra była zdecydowanie mniej popularna niż debiutancki album grupy.

## Lista utworów
Wszystkie piosenki napisał David Paich z wyjątkiem, jak podano poniżej.
| 1. | "Hydra" (David Hungate/Bobby Kimball/Steve Lukather/David Paich/Steve Porcaro/Jeff Porcaro) | 7:31  |
|    |                                                                                             |       |
| 2. | "St. George and the Dragon"                                                                 | 4:45  |
|    |                                                                                             |       |
| 3. | "99"                                                                                        | 5:16  |
|    |                                                                                             |       |
| 4. | "Lorraine"                                                                                  | 4:46  |
|    |                                                                                             |       |
| 5. | "All Us Boys"                                                                               | 5:03  |
|    |                                                                                             |       |
| 6. | "Mama" (David Paich/Bobby Kimball)                                                          | 5:14  |
|    |                                                                                             |       |
| 7. | "White Sister" (David Paich/Bobby Kimball)                                                  | 5:39  |
|    |                                                                                             |       |
| 8. | "A Secret Love" (David Paich/Bobby Kimball/Steve Porcaro)                                   | 3:07  |
|    |                                                                                             |       |
|    |                                                                                             | 41:21 |
|    |                                                                                             |       |

## Personel
- Bobby Kimball – wokal prowadzący, wokal wspierający
- Steve Lukather – gitara, wokal prowadzący, wokal wspierający
- Steve Porcaro – instrumenty klawiszowe, elektronika
- David Paich – instrumenty klawiszowe, wokal prowadzący, wokal wspierający
- David Hungate – gitara basowa, gitara
- Jeff Porcaro – perkusja, instrumenty perkusyjne

## Single
Piosenka "99" została zainspirowana przez film THX 1138.
- 99 / Hydra
- St George and the Dragon / A Secret Love
- All Us Boys / Hydra (wydany w USA)